# Перперикон
Перперикон (болг. Перперикон, також Гіперперакіон) — стародавнє фракійське місто, розташоване у східних Родопах, за 15 км на північний схід від міста Кирджалі, в Болгарії. Розташоване на 470 метровому скелястому пагорбі. Це велике мегалітичне святилище, яке в давнину було святилищем Діоніса. Вважається, що в Перпериконі знаходиться могила Орфея. Належить до епохи неоліту. В середні віки був важливим міським центром Візантійської імперії, першого та другого Болгарських царств, а також християнським архієпископством.

## В художній літературі
Невелика поема  Михайла Казовського «Легенда про Перперикон» (2008) про історію завоювання Фракії римлянами; один з головних героїв поеми — юний Спартак.

## Галерея

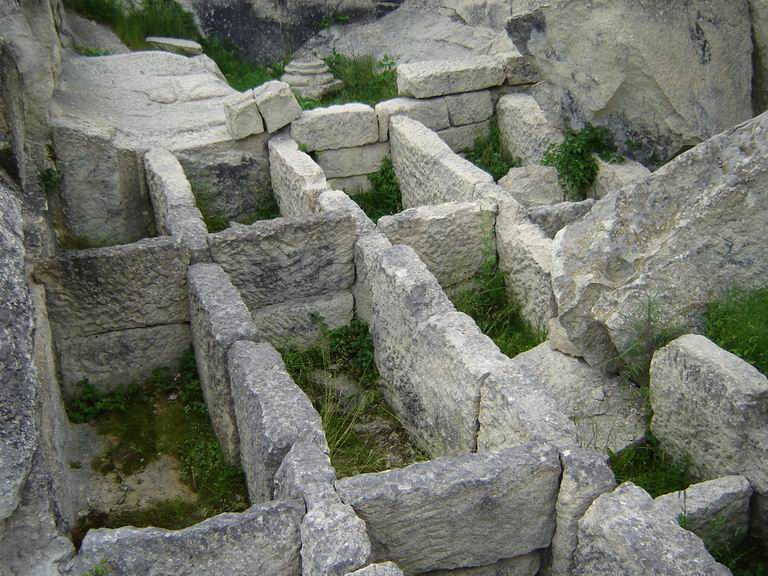
Гробниці правителів.
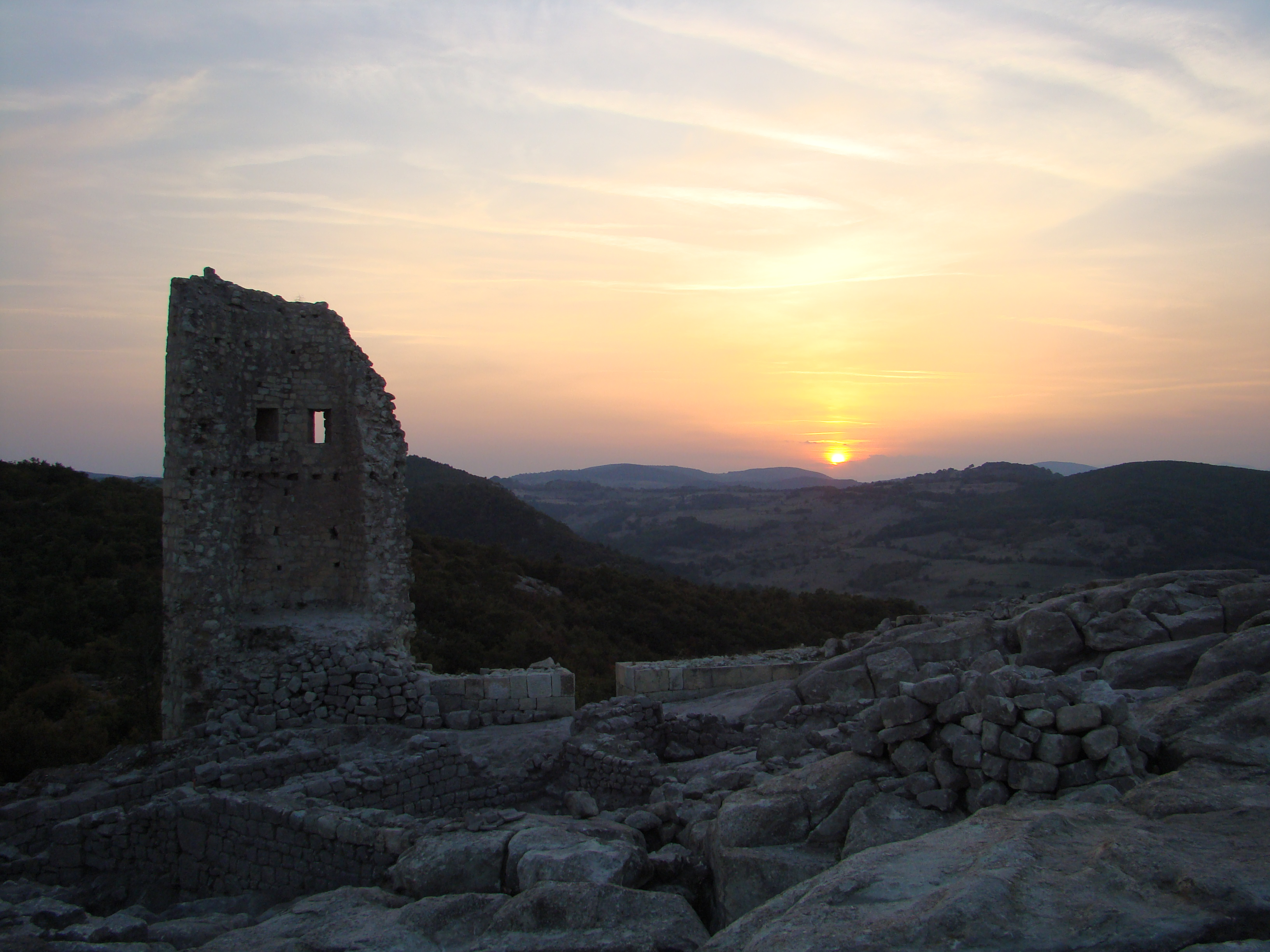
Інші стародавні будівлі.
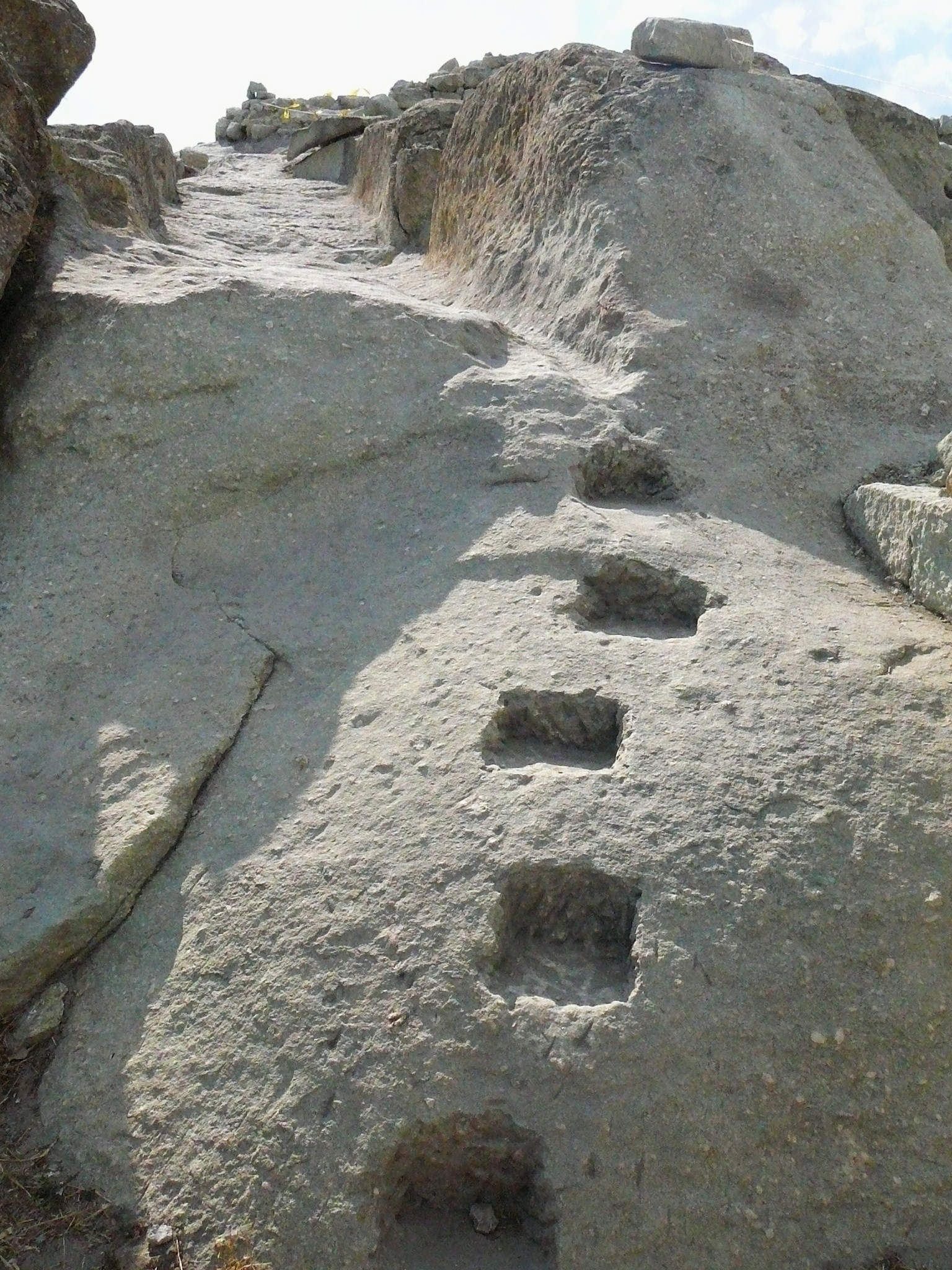
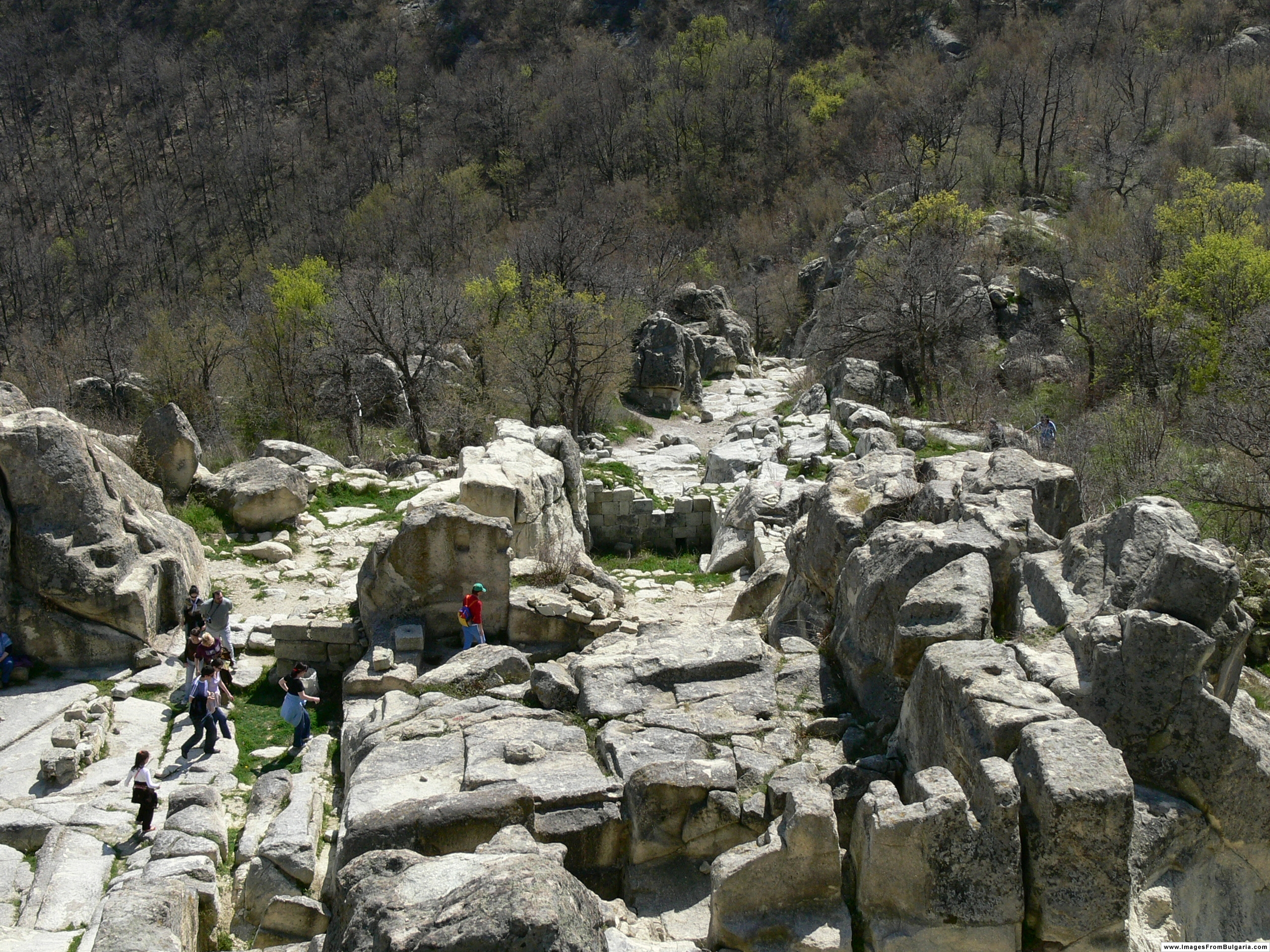
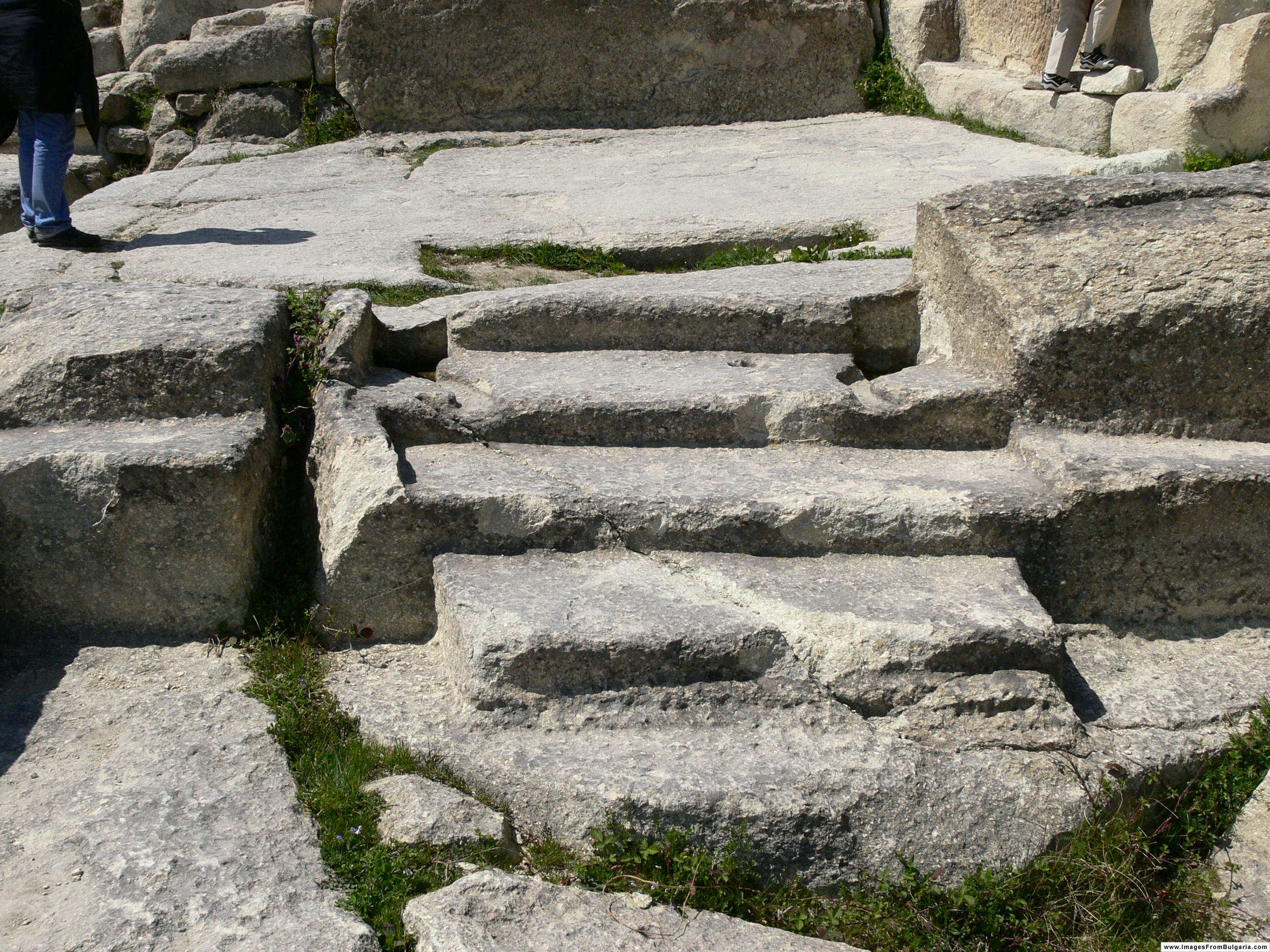
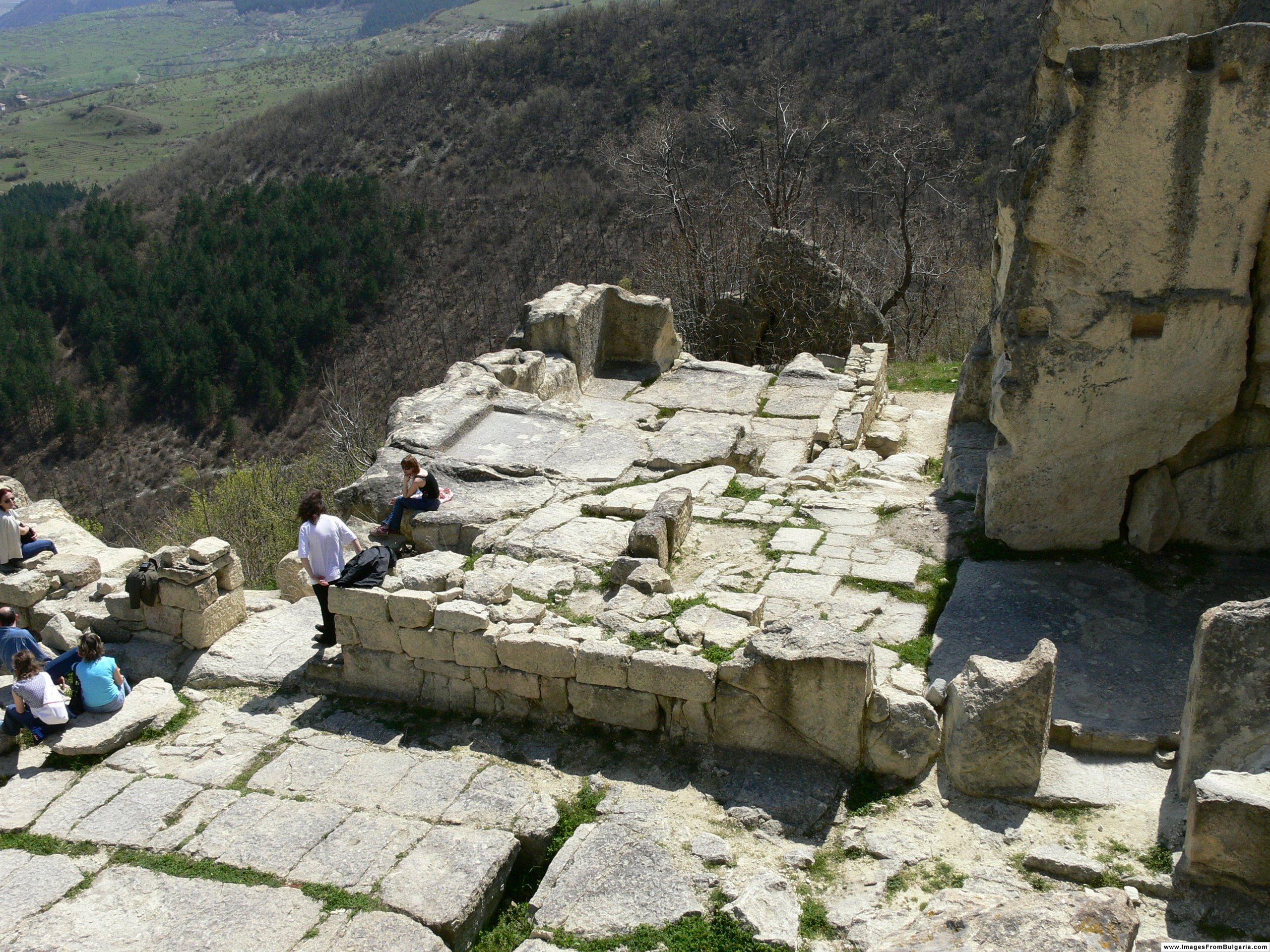
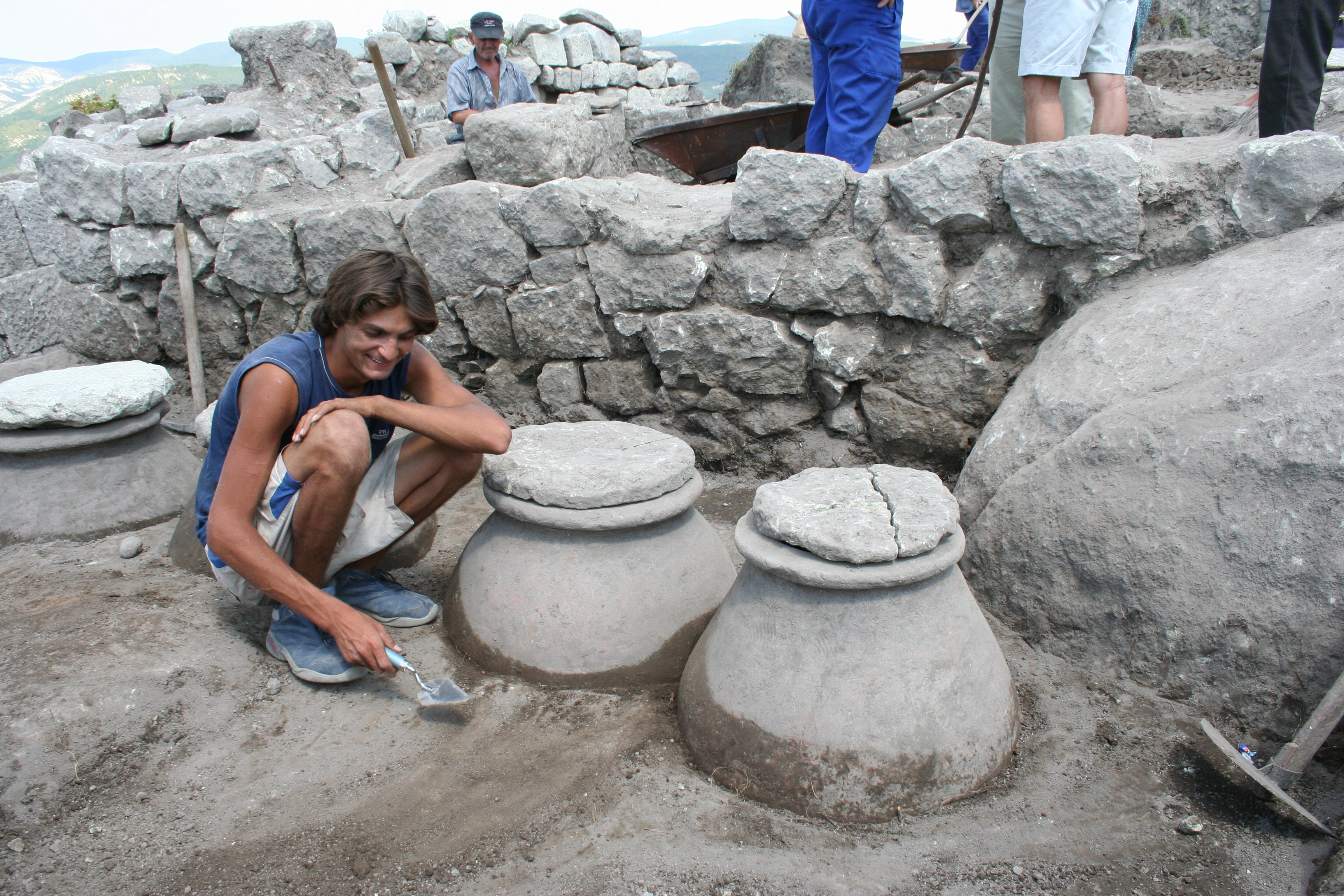